# 阿賴度島

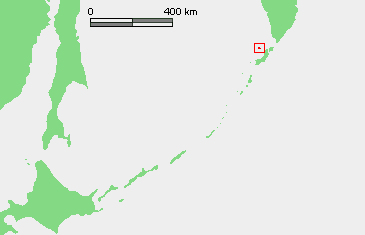
阿賴度島位置。

阿賴度島（日语：／ Araido tō */?），俄罗斯称其为阿特拉索夫島（羅馬化：Ostrov Atlasov），是俄罗斯千岛群岛最北端的火山岛，現無人定居。该岛的俄语名字以探险家弗拉基米尔·瓦西里耶维奇·阿特拉索夫命名。1875年日俄簽署庫頁島千島交換條約（聖彼得堡條約），俄國將整個千島群島讓給日本，換取日本將整個庫頁島交與俄國。“阿赖度”是阿特拉索夫島的日语名，来源于阿伊努语「aw-un-ray-to/」（內部很多（熔岩）的湖）。日本統治時期將其行政区划归为北海道占守郡，曾是日本最北領土。
二戰期間，美英蘇三方簽署雅爾達密約，承諾蘇聯對日宣戰後，可取回千島群島與庫頁島。1945年7月17日，中美英發布波茨坦宣言，要求「日本之主權必將限於本州、北海道、九州、四國及吾人所決定之其他小島之內。」日本無條件投降後蘇聯出兵佔領整個千島群島。戰後日本除主張北方四島之主權，對千島群島其他部分已完全放棄。

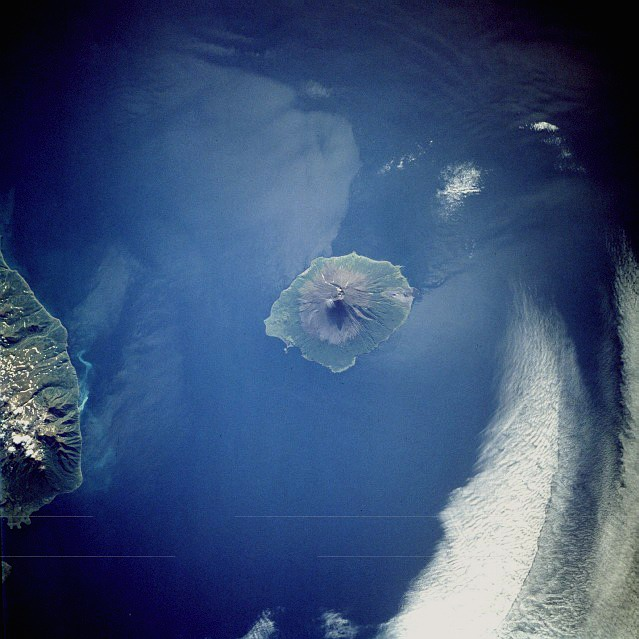
1992年9月拍攝的阿賴度島衛星照片

## 地理

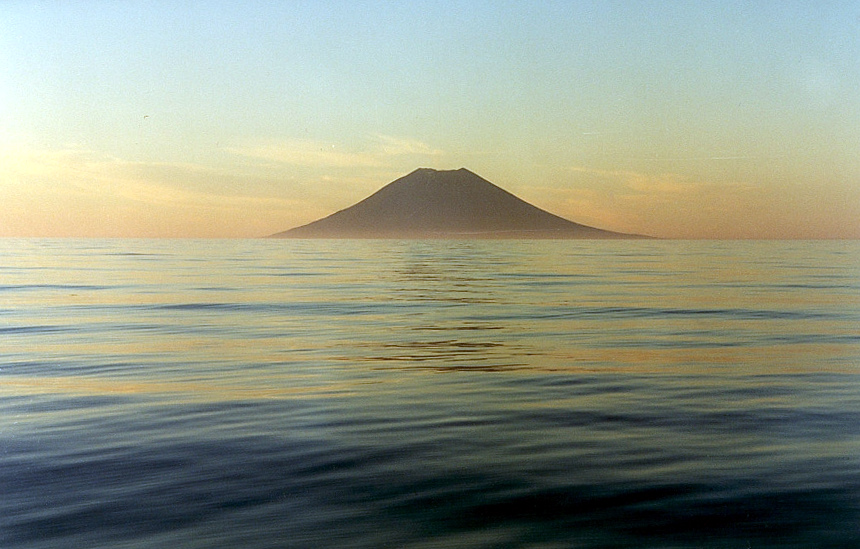
阿頼度富士（親子場山）

由阿赖度山（标高2339公尺）组成圆形岛屿。千岛群岛最高峰，同时也位于群岛最北端，有阿赖度富士的美誉（參見鄉土富士）。阿赖度山自1770年至1996年期间有数次大规模喷发，其中1790和1981年喷发为千岛群岛历史之最。